# Garfield Township (comté de Calhoun, Iowa)
Pour les articles homonymes, voir Garfield Township.
Garfield Township est un township, du comté de Calhoun en Iowa, aux États-Unis,. Le township est fondé en 1882 et baptisé en l'honneur de James A. Garfield, 20e président des États-Unis, assassiné l'année précédente.

## Source de la traduction
- (en) Cet article est partiellement ou en totalité issu de l’article de Wikipédia en anglais intitulé « Garfield Township, Calhoun County, Iowa » (voir la liste des auteurs).